# Walerian Michailowitsch Wassiljew
Walerian Michailowitsch Wassiljew (russisch Валериан Михайлович Васильев; * 1. Januarjul. / 13. Januar 1883greg.; † 3. Mai 1961; wiss. Transliteration Valerian Michajlovič Vasilʹev) war ein sowjetischer Sprachforscher und Folklorist. Er forschte auf dem Gebiet der Finnougristik. Einen Schwerpunkt seiner Arbeit bildete das wolgafinnische Volk der Mari (historisch: Tscheremissen).